# Berck
Berck (spesso anche Berck-sur-Mer) è un comune francese di 12 967 abitanti situato nel dipartimento del Passo di Calais nella regione dell'Alta Francia.

## Storia

### XIX secolo
Berck si era affermata fin dal Medio Evo come porto di pescatori arrivando a contare fino a 150 barche da pesca nel 1914.
Durante il Secondo Impero francese Berck assunse una vocazione terapeutica per il trattamento della tubercolosi ossea. Tutto ebbe inizio dall'iniziativa di Marianne Brillard (1812–1874), che ebbe l'intuizione di far fare dei bagni di mare ai bambini malati che le venivano affidati. La medicina specializzata confermò il miglioramento della loro salute attribuendone le cause all'altissima concentrazione di iodio presente a Berck.
La città divenne velocemente una località balneare rinomata. L'Hôpital Impérial (divenuto poi Hôpital Maritime) venne inaugurato nel 1869 dall'imperatrice Eugénie e dal Principe imperiale, giunti da Parigi con un treno speciale. In quell'occasione venne tracciato un nuovo viale in tempi record (le strade erano allora in sabbia), e questa arteria porta ancora il nome di « rue de l'Impératrice ». Nel 1872 venne inaugurato l'ospedale Rothschild, seguito dall'Istituto Saint-François-de-Sales, dall'Istituto Elio-Marino e dalla Fondazione Franco-americana.
Alla fine del XIX secolo, grandi artisti (Eugène Boudin, Édouard Manet, Albert Besnard, Francis Tattegrain tra gli altri) giungevano a Berck per dipingere paesaggi marini.
La città conosceva allora il suo periodo d'oro.
Soggiornò a Berck anche Rasputin, che accompagnava il giovane zarevic Aleksej, malato di emofilia, su cui vennero sperimentati i nuovi trattamenti.

### XX secolo
Durante la prima guerra mondiale, la vicina città Montreuil divenne il quartier generale dell'esercito britannico.
La seconda guerra mondiale provocò la distruzione di tutto il fronte sul mare. I bombardamenti anglo-americani del 2 e 5 giugno 1944 colpirono quasi tutti i quartieri di Berck.
La città dispone di cinque ospedali che, con i centri di riabilitazione, danno lavoro a circa 3.000 operatori sanitari. Questo settore è la principale fonte di occupazione del comune. Anche se il settore ospedaliero rimane economicamente preponderante, la città è fortemente volta al turismo: è una rinomata stazione balneare con una vasta spiaggia di sabbia fine e dune naturali sulla Côte d'Opale; la baia d'Authie, une delle ultime baie incontaminate d'Europa, accoglie colonie di foche grigie e foche comuni visibili con la bassa marea. È anche il luogo ideale per praticare il carro a vela, sport nato Berck, e l'equitazione. Dal 1987 ha qui luogo l'annuale Manifestazione internazionale di aquiloni.

## Società

### Evoluzione demografica
Abitanti censiti

## Amministrazione

### Gemellaggi
- Bad Honnef, dal 1976
- Hythe, dal 1978